# Evenlode (Gloucestershire)
Pour les articles homonymes, voir Evenlode.
Evenlode est une paroisse civile et un village du Gloucestershire, en Angleterre.